# 尼多斯的得墨忒耳
尼多斯的得墨忒耳是一尊真人大小的古希腊雕像，完成于公元前350年。这座雕像最初位于小亚细亚西南部的古尼多斯港附近（现今土耳其的达特恰附近），如今收藏在大英博物馆，是希腊化时期雕像的著名代表。  

## 描述
该雕像由大理石制成，高约150厘米，得墨特耳女神坐在王座上。女神王座的靠背和扶手，包括她那单独雕刻的下臂和双手都已经缺失了，除此之外的保存效果还算不错。得墨忒耳呈现出一种宁静、永恒的感觉，体现出了她在奥林匹斯十二主神中类似母亲的角色。

## 得墨忒耳神庙
得墨忒耳是希腊神话中的农业和生育女神，她创造了丰收、谷物和其他作物以及季节的循环。在尼多斯，她与哈迪斯和其他冥界神灵一起受到人们的崇拜，这其中便包括她的女儿珀耳塞福涅。尼多斯的德墨忒耳神庙随着尼多斯城一起，在公元前350年完成了重建。神庙包括一条较长的露台，和卫城一起俯瞰着下面的城市和远处的海景。神庙内存放着许多奉献雕像。这些雕像在发现时大多已经成为了碎片，得墨忒耳的雕像是其中相对完整的一尊。

## 发掘过程
1857至1858年，英国考古学家查尔斯·托马斯·牛顿爵士发掘出了尼多斯的得墨忒耳，随后便将其运至伦敦，成为了大英博物馆古希腊和古罗马藏品的一部分。

## 相关阅读
- B. Ashmole, 'Demeter of Cnidus', Journal of Hellenic Studies-1, 71 (1951), pp. 13–28
- C. Bruns-Ozgan, Knidos: A Guide to the Ancient Site, Konya 2004
- G.Bean, Cnidus, Turkey beyond the Maeander, London 1980, chapter 12, pp 111–127